# Jean-François Balmer
| Jean-François Balmer                      | Jean-François Balmer                      |
| Kattints az alábbi külső linkek egyikére! | Kattints az alábbi külső linkek egyikére! |
| ----------------------------------------- | ----------------------------------------- |
| Nem található szabad kép.(?)              |                                           |
| külső link · jogvédett                    | XVI. Lajos király szerepében (1989)       |

Jean-François Balmer (Neuchâtel, Neuchâtel kanton, Svájc, 1946. április 16. – ) svájci francia születésű, francia állampolgárságot elnyert színpadi és filmszínész, karakterszínész. Alakításait gondosan előkészíti, a megformált karakterek pszichológiáját is tanulmányozza. Emlékezetes alakításai A bűn árnyékában (1977), A francia forradalom (1989), a Bovaryné (1991) és A házban (2012).

## Élete

### Származása, ifjúsága
Francois Balmer néven született a svájci Neuchâtelben. 
Édesapja Alfred Balmer, képesített könyvelő, a  Val-de-Ruz városhoz csatolt Landeyeux-ben működő körzeti kórház adminisztrátora, édesanyja Berthe-Hélène Graber. 
Életének első két évtizedét a Neuchâtel kantonbeli Valangin községben töltötte.
Már serdülő korától érdekelte a színészet, figyelemmel kísérte a híres sztárok életét. „Jean-François”-nak hívatta magát, a „Jean” keresztnevet színész-kedvenceitől, Jean-Paul Belmondótól és Jean-Claude Brialytól kölcsönözte.
A neuchâteli kereskedelmi főiskolára (école de commerce) járt, közben jegyszedőként dolgozott a helybeli színházban. Tanulmányainak befejeztével egy évre Londonba utazott nyelvtanulás céljából. 1968-ban beiratkozott a genfi Konzervatóriumba színművészeti ismereteket tanulni. 1970-ben, 23 éves korában pályázatra jelentkezett, hogy átmehessen a párizsi Conservatoire national supérieur d’art dramatique színművészeti főiskolára. Conservatoire-beli osztálytársai Isabelle Adjani, Francis Huster és Jacques Villeret voltak. 1973-ban letette a záróvizsgákat, Daniel Mesguich-sel és Jacques Weberrel együtt. Ezzel párhuzamosan a François Florent által alapított Cours Florent színiiskolában is tanult..

### Színművészi pályája
Még ugyanebben az évben (1973-ban) megkapta első filmszerepét Yves Boisset rendező R.A.S. című filmjében, ahol egykori iskolatársával, Jacques Weberrel együtt szerepelt. Weber  rendezőként bejutatta Balmert a színpadi világba. 1973-ban debütált Weber keze alatt, a Scapin furfangjai című Molière-darabban.
1977-ben Waldeck rendőrfelügyelőt játszotta Alain Corneau rendező A bűn árnyékában című bűnügyi filmjében, Yves Montand ellenlábasaként. ALakításáért 1978-ban César-díjra jelölték a a legjobb mellékszereplő kategóriában. Ezután sorozatban kapta a különféle mellékszerepeket mozifilmekben és tévés produkciókban. Olyan rendezőkkel dolgozott, mint Claude Chabrol és Philippe de Broca. 
1984-ben Jacques Bral rendező Polar című bűnügyi thrillerében megkapta első főszerepét, Tarpon magánnyomozót. 1986−1988 között az Espionne et tais-toi (Kémkedj és hallgass) című kalandfilm-sorozatban Malone ezredes-kémfőnököt alakította.
A francia forradalom 200. évfordulóján, 1989-ben bemutatott, nemzetközi kooperációban készült, kétrészes, nagyszabású történelmi filmben, A francia forradalomban XVI. Lajos királyt testesítette meg hitelesen. Színészi játékát (fizikai hasonlósága mellett) gondosan kitanult, arisztokratikus beszédmodora és finom hanghordozása tette hitelessé. 1999–2017 között sugárzott a népszerű Boulevard du Palais tévésorozatot végigjátszotta Gabriel Rovère parancsnok szerepében.
Több filmben alakította a francia történelem és kultúra nevezetes személyiségeit: Guillaume Apollinaire költőt (1980), XVI. Lajos királyt (1989), Bonaparte Napóleont (1990), Jean Racine drámaírót (2000), François Mitterrand elnököt (2001), Sacha Guitry színész-rendezőt (2007), Malesherbes jogtudóst (2010), Georges Pompidou elnököt (2011), Mathieu Ory bretagne-i domonkos szerzetes-inkvizítort (2022).
Pályája során 120-nál több filmben jelent meg, emellett rendszeresen fellépett színházi produkciókban is. Három alkalommal jelölték Molière-díjra a legjobb főszereplő színész kategóriájában: 1997-ben Balzac: Le faiseur (Mercadet, a pénz királya) színművében, 2001-ben Barricco: Novecentójában és 2011-ben Daniel Colas: Henri IV, le bien aimé című drámájában nyújtott alakításaiért.
2004-ben Balmert a francia Becsületrend lovagjává avatták, és 2011-ben megkapta a Francia Köztársaság Művészeti és Irodalmi Rendjének parancsnoki fokozatát.
Rendszeresen hazalátogat gyermekkora színhelyére, a svájci Valangin-be, földijei barátsággal és tisztelettel veszik körül.
Fellép szülővárosában, Neuchâtelben is. 2020-ban sikert aratott a Jean-Louis Fournier regényéből készíült Le CV de Dieu» című színműben, ahol magát a Jóistent alakította. A földi állásra pályázó Teremtő egy „szőröző” munkaadóval tárgyal, utóbbit Didier Bénureau játssza.

### Magánélete
1987. június 12-én házasságot kötött Françoise Petit francia színésznővel és színpadi rendezővel. Balmer megkapta a francia állampolgárságot.

## Főbb filmszerepei
- 2024: Pior Homem de Londres; Henri de Pourtalès gróf
- 2022: Diane de Poitiers; tévéminisorozat; Mathieu Ory inkvizítor
- 2022: Juliette dans son bain; tévéfilm; Amato
- 2020: Cellule de crise; tévésorozat; Adi Lipp
- 2020: Anyára várva (Waiting for Anya); idős Jo Lalande
- 2018: Le Mort de la plage; tévéfilm; Jacques Maréchal
- 1999–2015: Boulevard du Palais; tévésorozat; 55 epizódban; Gabriel Rovère
- 2015: Cosmos; Léon
- 2012: La joie de vivre; tévéfilm; Monsieur Chanteau
- 2012: A házban (Dans la maison); a Gustave Flaubert gimnázium igazgatója
- 2012: Dead Europe; Gerry
- 2011: Équinoxe; halász
- 2011: L’infiltré; tévéfilm; a DST igazgatója
- 2011: Mort d’un président; tévéfilm; Georges Pompidou
- 2010: Mumu; a plébános úr
- 2010: Chateaubriand; tévéfilm; Malesherbes
- 2009: Lucky Luke; a kormányzó
- 2009: A félelem völgye (La valle delle ombre); Don Rinaldo
- 2009: Beauregard; tévé-minisorozat; Pierre Hautefort
- 2008: Clémentine; tévéfilm; Moineau bíró
- 2008: Lucifer et moi; Lucifer
- 2007: L’affaire Sacha Guitry; tévéfilm; Sacha Guitry
- 2007: La Française doit voter; tévéfilm; Victor Augagneur képviselő
- 2006: Az oltári nagy lakás (Le grand appartement); Francesca bankára
- 2006: Elefántmese (Elephant Tales); (hang)
- 2006: A Vöröskereszt lovagja (Henry Dunant: Du rouge sur la croix); tévéfilm; Arthur Thuillier
- 2006: Un printemps à Paris; Gaspacho
- 2006: Titkos állami ügyek (L’ivresse du pouvoir); Boldi
- 2004: Péter és János (Pierre et Jean); tévéfilm; Henri Rolland
- 2004: Nyughatatlan pár (Bien agités!); tévéfilm; Monsieur Charles
- 2003: Zsaroló zsaruk 3. (Ripoux 3); Albert
- 2003: Aznap (Ce jour-là); Treffle
- 2001: Belphégor – A Louvre fantomja (Belphégor, le fantôme du Louvre); Bertrand Faussier
- 2001: Charmant garçon; Hector
- 2001: Deutschlandspiel; dokumentum-tévéfilmdráma; François Mitterrand
- 2000: Saint-Cyr; Jean Racine
- 2000: T’aime; Paul Gontier
- 1999: A megtalált idő (Le temps retrouvé, d’après l’oeuvre de Marcel Proust); Adolphe nagybácsi
- 1998: Meurtres sans risque; tévéfilm; Jean Dantois
- 1997: Senki többet (Rien ne va plus); Monsieur K   ---- Claude Chabrol
- 1997: Le censeur du lycée d’Épinal; tévéfilm; Jean Denamur
- 1996: Az arcátlan Beaumarchais (Beaumarchais l’insolent); Sartine
- 1996: Egy bébi és más semmi (XY, drôle de conception); Dr Lamauve
- 1995: Le héron; tévéfilm (szereplő és rendező is)
- 1994: Ma soeur chinoise; Paul Bricou
- 1994: Le livre de cristal; John „JB” Billeter
- 1994: Molière: Le misanthrope; tévéfilm; Alceste
- 1994: La lumière des étoiles mortes; Pierre
- 1993: Antoine Rives, juge du terrorisme; tévésorozat; Renaud de Mareuil
- 1993: Keleti szél (Vent d’est); Anton Siegler atya
- 1992: La fenêtre; Roberto
- 1992: Sam suffit; Albert
- 1992: Diên Biên Phú; az AFP alkalmazottja
- 1991: Bovaryné (Madame Bovary); Dr. Charles Bovary
- 1990: Le radeau de la Méduse; Napoléon Bonaparte
- 1989: Godot-ra várva (En attendant Godot); tévéfilm; Estragon
- 1989: A francia forradalom (La Révolution française); XVI. Lajos
- 1989: L’or du diable; tévé-minisorozat; Bérenger Saunière abbé
- 1988: Espionne et tais-toi; tévésorozat; Malone ezredes
- 1986: Golden Eighties; filmmusical; Monsieur Jean
- 1986: La dernière image; Miller
- 1985: Visa pour nulle part; tévéfilm; Julien Costa
- 1985: L’amour ou presque; Albert
- 1985: Folie suisse; Carl
- 1985: Le transfuge; Pierre Clément százados
- 1985: Urgence; Paul Murneau
- 1984: Le roi de la Chine; tévéfilm; Grégor Vartanian
- 1984: The Blood of Others; tévéfilm; Arnaud
- 1984: Polar; Eugène Tarpon
- 1984: Swann szerelme (Un amour de Swann); Dr. Cottard
- 1983: La derelitta; postás
- 1983: Par ordre du Roy; tévéfilm; Monsieur Tiquet
- 1981: Az afrikai (L’africain); Paul Planchet
- 1982–1983: Les poneys sauvages; tév é-minisorozat; Barry Roots
- 1981: Une étrange affaire; Paul Belais
- 1981: Neige; rendőrfelügyelő
- 1981: Beaumarchais: Le mariage de Figaro; tévéfilm; Almaviva gróf
- 1980: Apollinaire; tévéfilm; Guillaume Apollinaire
- 1979: Zsaru vagy csirkefogó? (Flic ou voyou); Georges Massard rendőrfelügyelő
- 1979: A Paradicsom csatornái (Les égouts du paradis); No. 68
- 1979: Ils sont grands ces petits; Monestier
- 1977: A bűn árnyékában (La menace); Waldeck rendőrfelügyelő
- 1976: A Teknős sziget hajótöröttjei (Les naufragés de l’île de la Tortue); a Nagyfőnök
- 1975: Félelem a város felett (Peur sur la ville); Julien Dallas
- 1974: Le mouton enragé; Viscsenkó
- 1973: R.A.S.; Raymond Dax
- 1972: Absences répétées; vasúti dolgozó

## Elismerései, díjai
Elnyert díjai
- 1990: svájci (neuchâteli) L’Express napilap által adományozott Express-díj[16]

Jelölései
- 1978: César-díj: A bűn árnyékában (La menace) c. filmbeli alakításáért
- 1997: Molière-díj: színpadi alakításáért, Le faiseur (Mercadet, a pénz királya) c. Molière-színműben
- 2001: Molière-díj: színpadi alakításáért, Barrico: Novecento színművében
- 2011: Molière-díj: színpadi alakításáért, Colas: Henri IV, le bien aimé

Kitüntetései
- 2004: Francia Becsületrend lovagi fokozata[17]
- 2011: Francia Művészeti és Irodalmi Rend parancsnoki fokozata[18]